# 畅园
畅园位于中国江苏省苏州市姑苏区金阊街道古城西部的养育巷庙堂巷22号，是苏州有代表性的小型古典园林，以造园手法精巧细腻、整体布局精巧、园景丰富而多层次著称。2009年，在北京中国园林博物馆，按照一比一复制了畅园，作为江南园林的典范。

## 历史
该园建于清朝末年，园主为捐纳道员王某，原名修园。民国七年（1918）为律师潘承锷从王家购得，改名畅园。1959年由市园林管理处接管，园尚完整。文化大革命中破坏严重，花木、假山及大部分建筑均毁，仅存基址及水池曲桥。1988年起陆续修复。

## 建筑
畅园宅院总面积4.14亩，其中园林部分2.12亩。畅园整体呈西宅东园布局，花园以水池居中，面积占全园的四分之一，南端横跨曲桥，池周绕以厅堂、亭廊假山、空间配置紧凑，景物层次丰富。包括桂花厅、桐华书屋、主厅留云山房、船厅“涤我尘襟”、“延晖成趣”亭、“憩间”亭、待月亭。园东曲廊高下起伏。

## 保护与开放
2011年12月30日，畅园公布为第七批江苏省文物保护单位。2015年8月，畅园列入第一批《苏州园林名录》。
2018年4月2日，畅园正式向社会开放，接受市民预约参观，为首期准备开放的5处苏州园林之二。每月免费预约开放两天（第一个周六、周日），预约人数限上午、下午各50人
2023年11月18日，万科有熊酒店在畅园开业。2024年1月8日起，畅园恢复开放，每月免费预约开放两天（首个周一、周二）。每天预约人数最高限制50人。